# Чемпионат России по мини-футболу среди женщин 1998/1999
Места проведения туров:
- 1-й тур — Люберцы, 27 ноября — 1 декабря,
- 2 тур — Саратов, 17-23 января,
- 3 тур — Лосино-Петровский, 15-20 марта,
- 4 тур — Волгоград, 15-21 мая.

## Итоговая таблица. Высшая лига
- «Локомотив» (Волгоград),
- «Аврора» (Санкт-Петербург),
- «Чертаново» (Москва),
- «Снежана» (Люберцы),
- «Влада» (Владимир),
- «Ника» (Москва),
- «Волжанка» (Саратов),
- «Виктория» (Нижегородская область).

Команда «Виктория» участвовала только в первых двух турах.

## Ссылка
- http://www.championat.com/other/article-120326-k-20-letiju-zhenskogo-mini-futbola-rossii-1998-99.html